# アリョーナ・レオノワ
アリョーナ・イゴレヴナ・レオノワ（ロシア語: Алёна Игоревна Леонова, ラテン文字転写例: Alena Igorevna Leonova, 1990年11月23日 - ）は、ロシアの女性フィギュアスケート選手(シングル)。サンクトペテルブルク出身。夫はフィギュアスケート選手のアントン・シュレポフ。
2010年バンクーバーオリンピックロシア代表、2012年世界選手権2位。

## 人物
2019年4月にフィギュアスケート選手のアントン・シュレポフと結婚した。
1児を授かるが、2023年4月に離婚。

## 経歴
4歳でスケートを始め、マリナ・ヴァクラミエワに師事をした。その後タチアナ・ミーシナのグループへ移籍し、10歳からはアーラ・ピャートワをメインコーチに迎えた。
2006-2007シーズン、国際大会にデビューしニース杯のジュニアクラスで優勝。世界ジュニア選手権では12位に入る。2007-2008シーズンはジュニアグランプリシリーズに参戦し、ハギルタ杯で2位。世界ジュニア選手権は6位。
2008-2009シーズン、シニアクラスに移行しグランプリシリーズでは2戦に出場。欧州選手権に初出場し、FSでは溌剌とした演技を見せ4位入賞、その後世界ジュニア選手権で優勝した。世界選手権では7位となり、バンクーバーオリンピックのロシア女子シングルの出場枠「2」を獲得した。
2009-2010シーズン、ロステレコム杯で3位、NHK杯では2位となり、グランプリファイナルへ初進出し6位。ロシア選手権では2位となり、初めてメダルを獲得した。バンクーバーオリンピック本番では、SPで8位の好スタート。しかしFSでは細かなミスが響き、トータルで当時のパーソナルベストの得点を出したものの、入賞には惜しくも届かず9位だった。続く世界選手権では13位に留まった。
2010-2011シーズン、欧州選手権のSPで13位と出遅れ、第2グループでの滑走となったが、FSだけでは3位と、スモールメダルを獲得する演技で総合5位に順位を上げた。2011年世界選手権では、当初日本・東京だったが東日本大震災の影響で開催地が変わり、1か月延期後に地元ロシア・モスクワでの開催となった。2005年世界選手権（同大会もロシア・モスクワで開催）の女子シングル優勝者であり、またレオノワの憧れの選手でもあるイリーナ・スルツカヤが解説席で見守る中、ロシアの観客の大歓声を受ける会心の演技を披露し、総合4位の成績で大会を終えた。彼女の頑張りにより、2012年世界選手権のロシアの女子シングルは2006年世界選手権以来の出場枠「3」を獲得した。
2011-2012シーズンからは、安藤美姫等が師事するニコライ・モロゾフをコーチに迎えた。グランプリシリーズにおいてはスケートカナダ、NHK杯、ロステレコム杯の3大会に出場。NHK杯で3位、ロステレコム杯で2位となったことから2年ぶりのグランプリファイナルへの出場が決まった。またグランプリファイナルでは自己最高位の3位に入った。しかし欧州選手権ではジャンプミスが続き、SPとFSで共に6位、トータルで7位に終わった。2012年世界選手権では、SPでノーミスの演技を披露、パーソナルベストを更新して1位の好スタート。FSでは細かなミスが響いて4位だったが、総合2位に入り合計点でもISUパーソナルベストをマーク、自身世界選手権初の銀メダルを獲得した。
2012-2013シーズン、グランプリシリーズは2戦ともに表彰台を逃し、FSのプログラムを変更して臨んだロシア選手権では7位。欧州選手権の出場を5年ぶりに逃した。世界選手権では前年に滑ったプログラムに変更して臨んだが13位に終わった。
2013-2014シーズン、練習中の脚の怪我を理由にスケートカナダを欠場、NHK杯は出場したものの7位と振るわなかった。またロシア選手権では5位、欧州選手権でも4位に終わり、自国・ロシア開催のソチオリンピック出場は果たせなかった。4月にはエフゲニー・ルカヴィツィンにコーチを変更した。
2014-2015シーズン、ネーベルホルン杯では堅実な演技でトゥクタミシェワに次いで2位、スケートカナダでは転倒こそ無かったが回転不足、エッジエラーなど複数減点されて6位、NHK杯ではSPパーソナルベストを更新して最終的には2位となり、グランプリシリーズ3年ぶりの表彰台に乗った。ロシア選手権ではジュニア若手の台頭が著しく、獲得した評価はNHK杯ネーベルホルン杯と同程度であったがロシア国内で7位。ヨーロッパ選手権に派遣されない事になった。

## 主な戦績
| 大会/年              | 2006-07 | 2007-08 | 2008-09 | 2009-10 | 2010-11 | 2011-12 | 2012-13 | 2013-14 | 2014-15 | 2015-16 | 2016-17 | 2017-18 | 2018-19 |
| -------------------- | ------- | ------- | ------- | ------- | ------- | ------- | ------- | ------- | ------- | ------- | ------- | ------- | ------- |
| 冬季オリンピック     |         |         |         | 9       |         |         |         |         |         |         |         |         |         |
| 世界選手権           |         |         | 7       | 13      | 4       | 2       | 13      |         |         |         |         |         |         |
| 欧州選手権           |         |         | 4       | 7       | 5       | 7       |         | 4       |         |         |         |         |         |
| 世界国別対抗戦       |         |         | T5 / P6 |         |         | T5 / P7 |         |         |         |         |         |         |         |
| ロシア選手権         | 7       | 7       | 5       | 2       | 2       | 3       | 7       | 5       | 7       | 9       | 13      | 15      |         |
| GPファイナル         |         |         |         | 6       |         | 3       |         |         |         |         |         |         |         |
| GPフランス杯         |         |         |         |         |         |         |         |         |         |         | 12      |         |         |
| GPNHK杯              |         |         |         | 2       |         | 3       |         | 7       | 2       | 8       | 辞退    | 5       | 7       |
| GPスケートカナダ     |         |         |         |         |         | 4       |         |         | 6       | 8       |         |         |         |
| GPスケートアメリカ   |         |         |         |         |         |         | 7       |         |         |         |         | 7       |         |
| GPロステレコム杯     |         |         | 5       | 3       | 9       | 2       | 6       |         |         |         |         |         |         |
| GP中国杯             |         |         | 7       |         | 3       |         |         |         |         |         |         |         |         |
| CSゴールデンスピン   |         |         |         |         |         |         |         |         |         | 4       | 3       |         |         |
| CSネペラ記念         |         |         |         |         |         |         |         |         |         |         | 6       | 5       |         |
| CSネーベルホルン杯   |         |         |         |         |         |         |         |         | 2       | 2       |         |         |         |
| CSアイスチャレンジ   |         |         |         |         |         |         |         |         | 4       |         |         |         |         |
| CSフィンランディア杯 |         |         |         | 1       | 3       |         |         |         |         |         |         | 5       |         |
| ユニバーシアード     |         |         |         |         |         |         |         |         | 1       |         | 5       |         |         |
| ニース杯             | 1 J     | 1 J     | 2       |         | 1       |         |         |         |         | 2       | 4       |         |         |
| メラーノ杯           |         |         |         |         |         |         |         |         |         | 1       |         |         |         |
| 世界Jr.選手権        | 12      | 6       | 1       |         |         |         |         |         |         |         |         |         |         |
| ロシアJr.選手権      | 2       | 2       |         |         |         |         |         |         |         |         |         |         |         |
| JGPクロアチア杯      |         | 5       |         |         |         |         |         |         |         |         |         |         |         |
| JGPハルギタ杯        |         | 2       |         |         |         |         |         |         |         |         |         |         |         |

### 詳細
| 2017-2018 シーズン    |                                                                       |         |          |          |
| 開催日                | 大会名                                                                | SP      | FS       | 結果     |
| 2017年11月24日 - 26日 | ISUグランプリシリーズスケートアメリカ（レークプラシッド）             | 7 63.91 | 7 122.02 | 7 185.93 |
| 2017年11月10日 - 12日 | ISUグランプリシリーズNHK杯（大阪）                                    | 7 63.61 | 5 127.34 | 6 190.95 |
| 2017年10月6日 - 8日   | ISUチャレンジャーシリーズフィンランディア杯（エスポー）               | 6 56.73 | 3 121.73 | 5 178.46 |
| 2017年9月21日 - 23日  | ISUチャレンジャーシリーズオンドレイネペラトロフィー（ブラチスラヴァ） | 5 54.70 | 5 115.98 | 5 170.68 |

| 2016-2017 シーズン      |                                                                        |          |           |           |
| 開催日                  | 大会名                                                                 | SP       | FS        | 結果      |
| 2017年1月31日 - 2月5日  | ユニバーシアード冬季競技大会（アルマトイ）                             | 6 54.69  | 4 116.37  | 5 171.06  |
| 2016年12月22日 - 25日   | ロシアフィギュアスケート選手権（チェリャビンスク）                     | 11 60.60 | 13 114.07 | 13 174.67 |
| 2016年12月7日 - 10日    | ISUチャレンジャーシリーズ ゴールデンスピン（ザグレブ）                 | 3 64.18  | 2 127.21  | 3 191.39  |
| 2016年11月11日 - 13日   | ISUグランプリシリーズ フランス杯（パリ）                               | 7 63.87  | 12 77.49  | 12 141.36 |
| 2016年10月19日 - 23日   | 2016年ニース杯（ニース）                                               | 4 54.47  | 5 99.55   | 4 154.02  |
| 2016年9月29日 - 10月2日 | ISUチャレンジャーシリーズ オンドレイネペラメモリアル（ブラチスラヴァ） | 4 56.84  | 7 94.28   | 6 151.12  |

| 2015-2016 シーズン       |                                                                  |          |          |          |
| 開催日                   | 大会名                                                           | SP       | FS       | 結果     |
| 2015年12月23日 - 27日    | ロシアフィギュアスケート選手権（エカテリンブルク）               | 7 66.15  | 9 124.17 | 9 190.32 |
| 2015年12月2日 - 5日      | ISUチャレンジャーシリーズ ゴールデンスピン（ザグレブ）           | 2 58.86  | 4 114.38 | 4 173.24 |
| 2015年11月27日 - 29日    | ISUグランプリシリーズ NHK杯（長野）                              | 7 59.63  | 9 106.12 | 8 165.75 |
| 2015年11月12日 - 15日    | 2015年メラーノ杯（メラーノ）                                     | 1 63.30  | 1 113.36 | 1 176.66 |
| 2015年10月30日 - 11月1日 | ISUグランプリシリーズ スケートカナダ（レスブリッジ）             | 10 52.08 | 8 108.29 | 8 160.37 |
| 2015年10月14日 - 18日    | 2015年ニース杯（ニース）                                         | 1 68.52  | 2 110.07 | 2 178.59 |
| 2015年9月23日 - 26日     | ISUチャレンジャーシリーズ ネーベルホルン杯（オーベルストドルフ） | 4 56.41  | 3 109.20 | 2 165.61 |

| 2014-2015 シーズン       |                                                                  |         |          |          |
| 開催日                   | 大会名                                                           | SP      | FS       | 結果     |
| 2015年2月4日 - 14日      | ユニバーシアード冬季競技大会（グラナダ）                         | 1 67.12 | 1 115.73 | 1 182.85 |
| 2014年12月24日 - 28日    | ロシアフィギュアスケート選手権（ソチ）                           | 5 67.99 | 7 116.34 | 7 184.33 |
| 2014年11月28日 - 30日    | ISUグランプリシリーズ NHK杯（門真）                              | 2 68.11 | 3 118.29 | 2 186.40 |
| 2014年11月11日 - 16日    | ISUチャレンジャーシリーズ アイスチャレンジ（グラーツ）           | 1 56.75 | 4 91.54  | 4 148.29 |
| 2014年10月31日 - 11月2日 | ISUグランプリシリーズ スケートカナダ（ケロウナ）                 | 3 62.54 | 7 101.61 | 6 164.15 |
| 2014年9月24日 - 27日     | ISUチャレンジャーシリーズ ネーベルホルン杯（オーベルストドルフ） | 1 66.72 | 3 119.99 | 2 186.71 |

| 2013-2014 シーズン    |                                                        |         |          |          |
| 開催日                | 大会名                                                 | SP      | FS       | 結果     |
| 2014年1月13日 - 19日  | 2014年ヨーロッパフィギュアスケート選手権（ブダペスト） | 4 64.09 | 5 114.06 | 4 178.15 |
| 2013年12月22日 - 27日 | ロシアフィギュアスケート選手権（ソチ）                 | 4 67.03 | 7 120.45 | 5 187.48 |
| 2013年11月8日 - 10日  | ISUグランプリシリーズ NHK杯（東京）                    | 7 55.86 | 7 106.08 | 7 161.94 |

| 2012-2013 シーズン    |                                                  |          |           |           |
| 開催日                | 大会名                                           | SP       | FS        | 結果      |
| 2013年3月10日 - 17日  | 2013年世界フィギュアスケート選手権（ロンドン）   | 13 56.30 | 14 102.76 | 13 159.06 |
| 2012年12月24日 - 28日 | ロシアフィギュアスケート選手権（ソチ）           | 6 59.64  | 8 110.00  | 7 169.64  |
| 2012年11月9日 - 11日  | ISUグランプリシリーズ ロステレコム杯（モスクワ） | 4 58.85  | 8 98.42   | 6 157.27  |
| 2012年10月19日 - 21日 | ISUグランプリシリーズ スケートアメリカ（ケント） | 9 46.72  | 5 106.77  | 7 153.49  |
| 2012年10月6日         | 2012年ジャパンオープン（さいたま）               | -        | 4 107.94  | 3 団体    |

| 2011-2012 シーズン     |                                                            |         |          |          |
| 開催日                 | 大会名                                                     | SP      | FS       | 結果     |
| 2012年4月19日 - 22日   | 2012年世界フィギュアスケート国別対抗戦（東京）             | 9 50.92 | 6 102.79 | 7 153.71 |
| 2012年3月26日 - 4月1日 | 2012年世界フィギュアスケート選手権（ニース）               | 1 64.61 | 4 119.67 | 2 184.28 |
| 2012年1月23日 - 29日   | 2012年ヨーロッパフィギュアスケート選手権（シェフィールド） | 6 54.50 | 6 104.28 | 7 158.78 |
| 2011年12月24日 - 28日  | ロシアフィギュアスケート選手権（サランスク）               | 5 59.95 | 3 118.20 | 3 178.15 |
| 2011年12月8日 - 11日   | 2011/2012 ISUグランプリファイナル（ケベック・シティー）    | 3 60.46 | 4 115.96 | 3 176.42 |
| 2011年11月25日 - 27日  | ISUグランプリシリーズ ロステレコム杯（モスクワ）           | 2 63.91 | 2 116.54 | 2 180.45 |
| 2011年11月11日 - 13日  | ISUグランプリシリーズ NHK杯（札幌）                        | 2 61.76 | 4 108.92 | 3 170.68 |
| 2011年10月28日 - 30日  | ISUグランプリシリーズ スケートカナダ（ミシサガ）           | 7 49.75 | 4 102.47 | 4 152.22 |
| 2011年10月1日          | 2011年ジャパンオープン（さいたま）                         | -       | 4 108.39 | 2 団体   |

| 2010-2011 シーズン     |                                                    |          |          |          |
| 開催日                 | 大会名                                             | SP       | FS       | 結果     |
| 2011年4月24日 - 5月1日 | 2011年世界フィギュアスケート選手権（モスクワ）     | 5 59.75  | 4 124.17 | 4 183.92 |
| 2011年1月24日 - 30日   | 2011年ヨーロッパフィギュアスケート選手権（ベルン） | 13 48.40 | 3 105.91 | 5 154.31 |
| 2010年12月25日 - 29日  | ロシアフィギュアスケート選手権（サランスク）       | 3 60.14  | 2 127.54 | 2 187.68 |
| 2010年11月19日 - 21日  | ISUグランプリシリーズ ロステレコム杯（モスクワ）   | 9 46.61  | 7 97.45  | 9 144.06 |
| 2010年11月5日 - 7日    | ISUグランプリシリーズ 中国杯（北京）               | 5 50.79  | 3 97.82  | 3 148.61 |
| 2010年10月13日 - 17日  | 2010年ニース杯（ニース）                           | 1 55.52  | 1 111.18 | 1 166.70 |
| 2010年10月7日 - 10日   | 2010年フィンランディア杯（ヴァンター）             | 3 51.68  | 6 83.09  | 3 134.77 |

| 2009-2010 シーズン    |                                                        |          |           |           |
| 開催日                | 大会名                                                 | SP       | FS        | 結果      |
| 2010年3月22日 - 28日  | 2010年世界フィギュアスケート選手権（トリノ）           | 14 54.36 | 14 98.50  | 13 152.86 |
| 2010年2月12日 - 28日  | バンクーバーオリンピック（バンクーバー）               | 8 62.14  | 10 110.32 | 9 172.46  |
| 2010年1月18日 - 24日  | 2010年ヨーロッパフィギュアスケート選手権（タリン）     | 5 58.26  | 7 95.31   | 7 153.57  |
| 2009年12月25日 - 26日 | ロシアフィギュアスケート選手権（サンクトペテルブルク） | 4 55.70  | 2 120.19  | 2 175.89  |
| 2009年12月3日 - 6日   | 2009/2010 ISUグランプリファイナル（東京）              | 3 61.60  | 6 94.95   | 6 156.55  |
| 2009年11月5日 - 8日   | ISUグランプリシリーズ NHK杯（長野）                    | 5 52.34  | 1 108.51  | 2 160.85  |
| 2009年10月22日 - 25日 | ISUグランプリシリーズ ロステレコム杯（モスクワ）       | 4 56.78  | 3 103.28  | 3 160.06  |
| 2009年10月8日 - 11日  | 2009年フィンランディア杯（ヴァンター）                 | 1 56.24  | 1 105.93  | 1 162.17  |

| 2008-2009 シーズン     |                                                        |          |          |          |
| 開催日                 | 大会名                                                 | SP       | FS       | 結果     |
| 2009年4月16日 - 19日   | 2009年世界フィギュアスケート国別対抗戦（東京）         | 6 54.72  | 5 106.68 | 6 161.40 |
| 2009年3月23日 - 29日   | 2009年世界フィギュアスケート選手権（ロサンゼルス）     | 11 58.18 | 6 110.73 | 7 168.91 |
| 2009年2月22日 - 3月1日 | 2009年世界ジュニアフィギュアスケート選手権（ソフィア） | 3 55.50  | 2 101.68 | 1 157.18 |
| 2009年1月19日 - 25日   | 2009年ヨーロッパフィギュアスケート選手権（ヘルシンキ） | 11 45.08 | 4 98.91  | 4 143.99 |
| 2008年12月24日 - 28日  | ロシアフィギュアスケート選手権（カザン）               | 3 50.67  | 6 92.72  | 5 143.39 |
| 2008年11月13日 - 16日  | ISUグランプリシリーズ エリック・ボンパール杯（パリ）   | 2 64.84  | 3 106.03 | 2 170.87 |
| 2008年11月20日 - 23日  | ISUグランプリシリーズ ロシア杯（モスクワ）             | 7 50.96  | 5 94.97  | 5 145.93 |
| 2008年11月6日 - 9日    | ISUグランプリシリーズ 中国杯（北京）                   | 8 44.04  | 7 93.23  | 7 137.27 |
| 2008年10月15日 - 19日  | 2008年ニース杯（ニース）                               | 4 43.40  | 2 84.01  | 2 127.41 |

| 2007-2008 シーズン     |                                                              |          |         |          |
| 開催日                 | 大会名                                                       | SP       | FS      | 結果     |
| 2008年2月25日 - 3月2日 | 2008年世界ジュニアフィギュアスケート選手権（ソフィア）       | 7 49.76  | 5 88.30 | 6 138.06 |
| 2008年1月30日 - 2月2日 | ロシアジュニアフィギュアスケート選手権（ロストフ・ナ・ドヌ） | 1 54.12  | 3 86.79 | 2 140.91 |
| 2008年1月3日 - 7日     | ロシアフィギュアスケート選手権（サンクトペテルブルク）       | 8 44.09  | 5 88.13 | 7 132.22 |
| 2007年10月18日 - 21日  | 2007年ニース杯 ジュニアクラス（ニース）                      | 3 42.42  | 1 89.28 | 1 131.70 |
| 2007年9月27日 - 30日   | ISUジュニアグランプリ クロアチア杯（ザグレブ）               | 10 37.05 | 4 81.03 | 5 118.08 |
| 2007年9月6日 - 9日     | ISUジュニアグランプリ ハルギタ杯（ミエルクレア＝チュク）     | 5 39.64  | 1 86.86 | 2 126.50 |

| 2006-2007 シーズン     |                                                                  |          |          |           |
| 開催日                 | 大会名                                                           | SP       | FS       | 結果      |
| 2007年2月26日 - 3月4日 | 2007年世界ジュニアフィギュアスケート選手権（オーベルストドルフ） | 9 45.15  | 13 77.74 | 12 122.89 |
| 2007年1月4日 - 7日     | ロシアフィギュアスケート選手権（モスクワ）                       | 10 41.56 | 8 74.93  | 7 116.49  |
| 2006年10月9日 - 11日   | 2006年ニース杯 ジュニアクラス（ニース）                          | 2 39.12  | 1 76.98  | 1 116.10  |

## プログラム使用曲
| シーズン  | SP | FS | EX |
| --------- | --- | --- | --- |
| 2016-2017 | It's Oh So Quiet ボーカル：ビョーク | 四季 作曲：アントニオ・ヴィヴァルディ | |
| 2015-2016 | スマイル ボーカル：ナット・キング・コール 序曲 - 彫像の除幕 映画『街の灯』サウンドトラックより 演奏：カール・デイヴィス テリーのテーマ 映画『ライムライト』サウンドトラックより 作曲：チャーリー・チャップリン 振付：オルガ・グリンカ | サマータイム ボーカル：カーメン・マクレエ 監獄ロック ボーカル：エルヴィス・プレスリー イン・アザー・ワーズ ボーカル：エイプリル・スティーブンス シング・シング・シング ボーカル：アンドリューズ・シスターズ                                                  | Hurt 曲：クリスティーナ・アギレラ                                                                          |
| 2014-2015 | スマイル ボーカル：ナット・キング・コール 序曲 - 彫像の除幕 映画『街の灯』サウンドトラックより 演奏：カール・デイヴィス テリーのテーマ 映画『ライムライト』サウンドトラックより 作曲：チャーリー・チャップリン 振付：オルガ・グリンカ | Asi Se Baila El Tango 映画『レッスン!』サウンドトラックより ボーカル：ヴェロ・ヴェルディエ ブエノスアイレスの秋 作曲：アストル・ピアソラ 演奏：ヌエボ・タンゴ・アンサンブル Felicia ボーカル：カルロス・モレロ 振付：オルガ・グリンカ                        | スカイフォール 曲：アデル                                                                                  |
| 2013-2014 | オブリビオン 作曲：アストル・ピアソラ アサシンズタンゴ 映画『Mr.&Mrs. スミス』より 作曲：ジョン・パウエル 振付：ニコライ・モロゾフサイレンズ 映画『シンドバッド 7つの海の伝説』より 作曲：ハリー・グレッグソン＝ウィリアムズ 映画『パイレーツ・オブ・カリビアン』より 作曲：クラウス・バデルト、ハンス・ジマー 振付：ニコライ・モロゾフロシア民謡 バリーニャ カリンカ 作曲：イワン・ペトローヴィチ・ラリオーノフ | 歌劇『カルメン』より 作曲：ジョルジュ・ビゼー 編曲：ロディオン・シチェドリン 振付：ニコライ・モロゾフ | |
| 2012-2013 | 映画『スラムドッグ$ミリオネア』サウンドトラックより 作曲：A・R・ラフマーン インディアンヒップホップ 振付：ニコライ・モロゾフ | アランフェス協奏曲 作曲：ホアキン・ロドリーゴ 振付：ニコライ・モロゾフポエタ 作曲：ビセンテ・アミーゴ 振付：ニコライ・モロゾフ弦楽のためのアダージョ 作曲：サミュエル・バーバー レクイエム・フォー・タワー 作曲：クリント・マンセル 振付：ニコライ・モロゾフ | オブリビオン 作曲：アストル・ピアソラ タンゲーラ 作曲：マリアーノ・モーレスBreak From This World by Globus |
| 2011-2012 | サイレンズ 映画『シンドバッド 7つの海の伝説』より 作曲：ハリー・グレッグソン＝ウィリアムズ 映画『パイレーツ・オブ・カリビアン』より 作曲：クラウス・バデルト、ハンス・ジマー 振付：ニコライ・モロゾフ | 弦楽のためのアダージョ 作曲：サミュエル・バーバー レクイエム・フォー・タワー 作曲：クリント・マンセル 振付：ニコライ・モロゾフ | Your Heart Is As Black As Night ボーカル：Melody GardotOstanus ボーカル：Gorod 312                         |
| 2010-2011 | ポルカ 作曲：アルフレート・シュニトケ 映画『道』より 作曲：ニーノ・ロータ 振付：ニコライ・モロゾフ | 映画『イーストウィックの魔女たち』より 作曲：ジョン・ウィリアムズ 振付：ニコライ・モロゾフ | ロシア民謡バリーニャ                                                                                       |
| 2009-2010 | ロシア民謡 バリーニャ 振付：タチアナ・タラソワ | 映画『シカゴ』サウンドトラックより 作曲：ジョン・カンダー | Pussycat                                                                                                   |
| 2008-2009 | アル・アンダルース 作曲：マノロ・カラスコ | ラ・レイエンダ・デル・ベソ 作曲：ラウル・ディ・ブラシオ | Ella Elle L'a ボーカル：ケイト・ライアン                                                                   |
| 2007-2008 | Transseberian orchestra 作曲：ルートヴィヒ・ヴァン・ベートーヴェン | ラ・レイエンダ・デル・ベソ 作曲：ラウル・ディ・ブラシオ | |
| 2006-2007 | ユダヤのダンス | Scorchio 作曲：Tonči Huljić 演奏：ボンド | |